# Schism
«Schism» (укр. Схизма) — пісня американського рок-гурту Tool, перший сингл з альбому Lateralus 2001 року.

## Про пісню

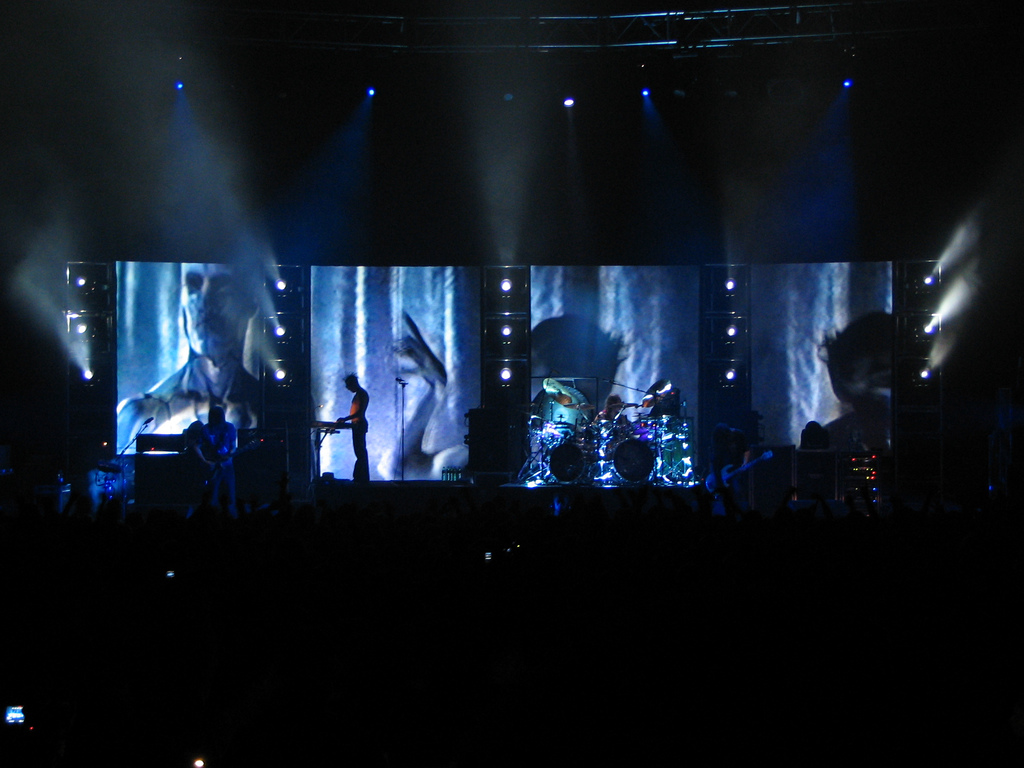
Tool виконують пісню «Schism» на концерті, супроводжуючи фрагментами відеокліпу

При проблемах гляньте в довідку.Пісня «Schism» побудована навколо яскравого рифу на бас-гітарі, який в онлайн-журналі Loudwire назвали «однією з найкращих басових партій в дискографії гурту». Текст пісні починається з фрази «Я знаю, що частини підходять, тому що бачив, як вони відпадають» (англ. I know the pieces fit ’cause I watched them fall away), яка повторюється багато разів протягом пісні. Назва пісні відсилає до «схизми», розколу в церкві, проте текст може трактуватися по-різному.
Композиція стала провідним синглом з альбому Lateralus і на неї було знято відеокліп. Його режисером, як і у багатьох інших відеоробіт Tool, став гітарист гурту Адам Джонс. Кліп витримано у стилі, схожому на попередні кліпи Tool, з похмурими тонами та головними героями-гуманоїдами. В центрі сюжету відео особи чоловічої та жіночої статі, які взаємодіють один з одним у декілька незвичних способів. Зокрема, в якийсь момент вони стають на руки й ноги, і кивають головами в такт музиці. Головні ролі в кліпі зіграли актори експериментального театрального проєкту Osseus Labyrint Марк Стегер та Ханна Сміт. Пізніше цей дует брав участь у живих концертах Tool. Окрім цього, Стегер та Сміт зіграли іншопланетян із характерними рухами в епізоді фільму «Люди в чорному 2».
2002 року «Schism» принесла Tool другу нагороду «Греммі» в категорії «Найкраще метал-виконання» (першу колектив отримав 1998 року за пісню «Ænema»). На думку оглядача журналу Kerrang!, «Schism» була чудовою піснею, проте перемога 2002 року мала дістатися пісні «Chop Suey!» гурту System of a Down.

## Місця в хіт-парадах
| Хіт-парад                           | Найвища позиція |
| ----------------------------------- | --------------- |
| UK Rock & Metal (OCC)               | 32              |
| США (Billboard Hot 100)             | 67              |
| США (Alternative Songs) (Billboard) | 2               |
| США (Mainstream Rock) (Billboard)   | 2               |